# О’Халлоран, Тирнан
Тирна́н О’Ха́ллоран (англ. Tiernan O'Halloran, ирл. Tiernan Ó hAllaráin, родился 26 февраля 1991 года в Клифдене) — ирландский профессиональный регбист, выступающий за «Коннахт» и сборную Ирландии на позициях фулбэка или винга. Один из ключевых игроков своего клуба в их чемпионском сезоне Про12 2015/16.

## Ранние годы
Родился и вырос в городе Клифден, графство Голуэй. Его отец, Эйден, в молодости был профессиональным игроком в хёрлинг и в 1982 году выиграл со сборной графства Оффали Всеирландский чемпионат, наиболее престижное соревнование по этому виду спорта в стране. С 2012 года Эйден О’Халлоран занимает должность президента Регбийного союза Коннахта.
Тирнан начал играть в регби в возрасте 9 лет за юношеские команды местного клуба «Коннемара». В детском возрасте также играл в гэльские игры, но в конечном итоге выбрал регби. Учился в колледже Гарбэлли, за команду которого выиграл в 2006 году Кубок школьных команд Коннахта. Затем перешёл в колледж города Роскрей, где его заметили сотрудники «Коннахта» и пригласили в академию клуба. Тирнан согласился, а спустя короткий период времени попал уже и во второй состав команды, параллельно играя за «Голвегианс» во Всеирландском регбийном чемпионате.

## «Коннахт»

### На пути к историческому чемпионству
В октябре 2009 года в возрасте 18 лет О’Халлоран дебютировал за основной состав провинциального клуба, выйдя на позиции правого винга в матче Европейского кубка вызова против команды «Олимпус Мадрид», и на 30-й минуте занёс свою первую попытку на профессиональном уровне. В следующий раз вышел на поле спустя полгода в проигранном «Скарлетс» матче Про12, но в этом дебюте заработать очки не сумел. В сезоне 2010/11 Тирнан продолжал свои занятия в академии клуба и сыграл за основу лишь три матча, во всех выходя на замену.
Прорыв в карьере регбиста случился в сезоне 2011/12. О’Халлоран занёс за сезон 7 попыток, в том числе первую в истории «Коннахта» в Кубке Хейнекен. Зимой 2012 года Тирнан подписал свой первый профессиональный контракт с Ирландским регбийным союзом и клубом на два года, а к концу сезона появился на поле 27 раз в обоих турнирах, пропустив лишь один матч. Сезон 2012/13 вышел для спортсмена менее результативным — две попытки в 22 матчах, обе в Про12 — «Цебре» и «Ленстеру», в матче с которым он также получил первую в своей профессиональной карьере жёлтую карточку. В Кубке Хейнекен Тирнан, как и в прошлом году, сыграл все 6 матчей команды.
В сезоне 2013/14 О’Халлоран провёл ещё меньше матчей — всего 12 и лишь один из них в Кубке Хейнекен. В октябрьском матче с «Ленстером» он даже был вынужден заменить одного из скрам-хавов «Коннахта», потому что сразу двое игроков команды получили жёлтые карточки. По словам регбиста, который за те минуты на непривычной позиции поучаствовал в трёх схватках, это был интересный опыт, но он предпочёл бы оставить схватки нападающим. В феврале 2014 года Тирнан подписал с «Коннахтом» новый двухлетний контракт.

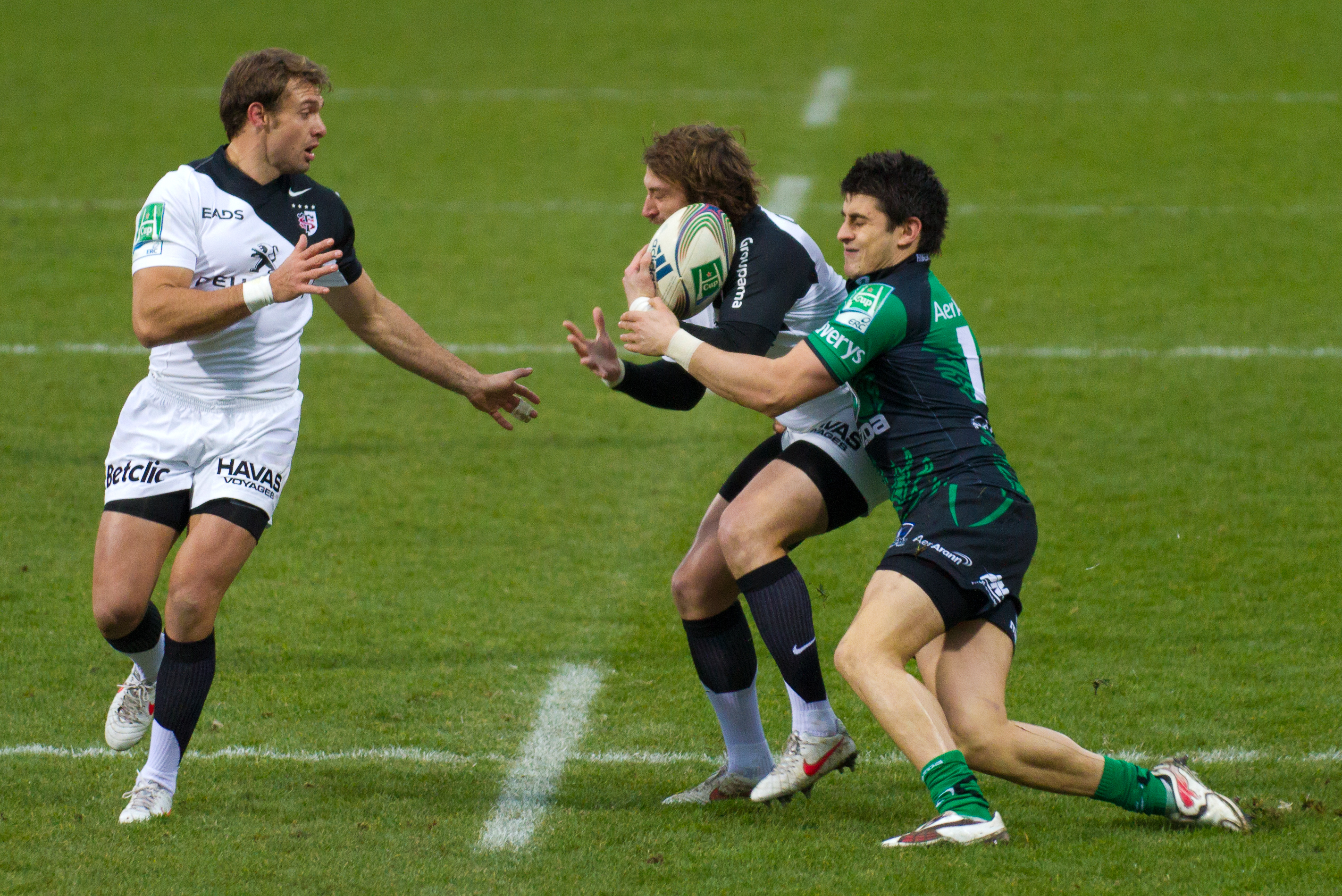
Тирнан О’Халлоран (справа) за секунду до захвата игрока «Тулузы», 2012 год.

Летом 2014 года регбист провёл бо́льшую часть предсезонной подготовки, но во встрече с «Уоспс» получил травму колена, из-за чего пропустил первые три матча Про12. Изначально предполагалось, что Тирнан сможет восстановиться уже через 2—3 недели, однако в конце сентября ему пришлось провести операцию, что, по прогнозам врачей, означало ещё как минимум месяц без регби. Перед началом сезона главный тренер «Коннахта» Пэт Лэм высказал мнение, что О’Халлоран сумеет куда лучше применить свои спортивные навыки, играя на позиции фулбэка, а не винга. Во время восстановления Тирнан занимался разбором нюансов игры на этой позиции с подписанным в мае фулбэком Милсом Мулиаиной, который с 2003 по 2011 годы сыграл 100 матчей за «Олл Блэкс». В первый раз за сезон О’Халлоран вышел на поле только в феврале 2015 года. По словам спортсмена, вынужденная полугодовая пауза позволила ему значительно увеличить свои тактические знания, поработать над физическим состоянием и некоторыми ключевыми навыками — выполнением пасов и ударов.

### Победитель Про12
Сезон 2015/16 стал для «Коннахта» историческим — команда впервые в своей истории стала победителем Про12, а О’Халлоран принял в этом самое непосредственное участие. В сентябре он был признан лучшим игроком месяца, при этом стал игроком матча во встрече с «Ньюпорт Гвент Дрэгонс», занёс попытку «Кардифф Блюз», а в игре с «Оспрейз» впервые в своей карьере вывел команду на поле в качестве капитана. В конце 2015 года регбист вновь подписал двухлетний контракт. За последующие месяцы Тирнан приземлил ещё 6 попыток (5 в Про12, 1 в Европейском кубке вызова), в том числе и «Ленстеру» в финале чемпионата, завершившемся победой «Коннахта» со счётом 20:10. Чуть раньше, в полуфинале с «Глазго Уорриорз», О’Халлоран провёл свой сотый матч в составе своего клуба, хотя его участие в той встрече оставалось под вопросом из-за полученной за несколько недель до этого травмы бедра.
Для «Коннахта» это чемпионство стало первым за период профессионального регби, однако удержать его регбисты из Голуэя не смогли. О’Халлоран подошёл к сезону в статусе игрока, дебютировавшего за сборную страны, а также одним из важнейших защитников команды. В Про12 Тирнан продолжил показывать высочайший уровень игры, заработав 15 очков в 20 матчах. В Кубке европейских чемпионов регбист также не затерялся — в пяти встречах он занёс три попытки, в том числе дубль в игре с «Цебре», за что был назван игроком матча. В общей сложности он выходил на поле в 25 матчах клуба из 28, сумев избежать серьёзных травм. По результатам сезона О’Халлоран выиграл сразу две индивидуальные клубные награды — лучшему защитнику, а также лучшему игроку по версии своих одноклубников.
Перед началом сезона 2017/18 регбист всё-таки попал в лазарет команды, получив травму колена в межсезонье. Он и ещё один лидер «Коннахта» Нийи Адеолокун не сумели восстановиться к началу сезона и были вынуждены пропустить матч-открытие Про14. Восстановившись к игре с «Саутерн Кингз» Тирнан вновь начал показывать высший класс, сделав дубль в матче с текущими чемпионами «Скарлетс», однако затем вновь получил травму, на этот раз повредив бедро.

## Сборная Ирландии
О’Халлоран вызывался в молодёжные команды разных возрастов — U18, U19 и U20. В 2011 году со сборной до 20 лет Тирнан участвовал в чемпионате мира среди сборных этой возрастной категории. Два года спустя главный тренер старшей сборной Деклан Кидни определил О’Халлорана и пятерых других молодых регбистов как «восходящих талантов» (англ. emerging talents). Это позволило спортсменам поучаствовать в недельном тренировочном лагере главной сборной и означало, что они рассматриваются в качестве ближайшего резерва «зелёных» на чемпионат мира 2015 года. В 2013 и 2015 годах вызывался в состав «Эмерджинг Айрланд», третьей сборной Ирландии, с которой в 2015 году выиграл Кубок Тбилиси. Тем не менее, из шести молодых талантов, названных будущим главной команды, на чемпионат мира были вызваны лишь два игрока «Манстера» — Саймон Зебо и Питер О’Мэхони.
Дебюта за «зелёных» Тирнану пришлось ждать ещё почти год. Регбийку сборной Ирландии впервые надел в июне 2016 года, когда был вызван в команду на летнее турне в Южную Африку вместо травмированного Роба Кирни. Дебютировал во втором тестовом матче со сборной ЮАР, выйдя на замену в самом конце встречи. В третьем тесте Тирнан вышел в стартовом составе, но уже на 20-й минуте матча был сбит в воздухе фулбэком «спрингбокс» Вилли Ле Ру, получившем за это жёлтую карточку. Ирландца же заменили, чтобы провести проверку на возможное наличие травмы шеи. В следующий раз получил вызов в ноябре того же года на матч со сборной Канады, в котором провёл на поле все 80 минут и отметился двумя попытками.
Несмотря на достойную игру на клубном уровне, на Кубок шести наций 2017 О’Халлоран, по сути, не попал — хотя он и получил вызов в сборную, главный тренер «зелёных» Джо Шмидт предпочёл ему «проверенных бойцов» Роба Кирни и Кита Эрлза. Своего следующего матча Тирнан дождался только летом того же года, когда он вышел на поле трижды: против сборных США и Японии. И, хотя на этот раз очков за сборную он не заработал, регбист получил положительные отзывы от главного тренера.

## Вне регби
В 2013 году О’Халлоран вместе со своими партнёрами по «Коннахту» поучаствовал в двух фандрайзинг-кампаниях — всемирного движения по изучению и борьбе с мужскими болезнями Movember и ирландского фонда по борьбе с раком у детей Hand in Hand.